# موئه تئو آئونگ
موئه تئو آئونگ (برمه‌ای: မိုးသူအောင်؛ زادهٔ ۱۰ ژوئن ۱۹۸۱) شناگر زن رشته‌های شنای آزاد و شنای پروانه اهل برمه است که در بازی‌های آسیای جنوب شرقی در مجموع برندهٔ ۱ مدال طلا، ۶ مدال نقره، ۳ مدال برنز شده‌است. وی در رشته ۵۰ متر شنای آزاد زنان نماینده برمه در بازی‌های المپیک تابستانی ۲۰۰۰ بود.